# Аникеев, Андрей Михайлович
Андрей Михайлович Аникеев (1889—1971) — старший механик семеноводческого совхоза «Хомутовский» Министерства совхозов СССР, Хомутовский район Орловской области, Герой Социалистического Труда.

## Биография
Родился в 1889 году в деревне Голунь Новосильского уезда Тульской губернии (ныне Новосильский район Орловской области) в бедной крестьянской семье.
В пятнадцать лет Андрей начал трудиться на рабочих специальностях разных работ. После Октябрьской революции окончил Новосильское техническое училище и получить специальность механика и в 1921 году возвратился в родную деревню Голунь, где до 1929 года работал
на электростанции электриком. Затем устроился на зерноочистительную фабрику на станции Хомутово, где трудился до самого начала Великой Отечественной войны.
С началом войны фабрику разрушили и Андрей Аникеев переехал в совхоз «Хомутовский», где был назначен старшим механиком хозяйства и отвечал за исправность всей колхозной техники. В послевоенные восстанавливая разрушенное хозяйство. В 1947 году совхоз «Хомутовский» получил большой урожай зерновых культур — 30,08 центнера ржи с гектара на площади 86,4 га. Главная заслуга в этом была механизаторов совхоза, в том числе и старшего механизатора А. М. Аникеева. 27 марта 1948 года Указом Президиума Верховного Совета СССР за получение высокого урожая ржи Аникееву Андрею Михайловичу было присвоено звание Героя Социалистического Труда с вручением ордена Ленина и Золотой Звезды «Серп и Молот».
В 1953 году Андрей Михайлович вышел на пенсию, но, даже будучи пенсионером, общался с молодежью, охотно делясь своим опытом и секретами профессии.
Умер в мае 1971 года.
В Орловском краеведческом музее находится портрет А. М. Аникеева.

## Награды
- Медаль «Серп и Молот» (27.3.1948)
- Орден Ленина (27.3.1948)
- Медали